# Ernst Niermann
Ernst Niermann (* 23. Juni 1930 in Bonn; † 1. August 2011 ebenda) war von 1981 bis 1995 Militärgeneralvikar des Deutschen Militärordinariats.

## Leben
Ernst Niermann empfing am 2. Juli 1958 in Aachen die Priesterweihe. 1963 promovierte er an der Universität Innsbruck in Theologie.
Militärbischof Elmar Maria Kredel ernannte ihn 1981 zum Generalvikar des Deutschen Militärordinariats. Auch sein Nachfolger Johannes Dyba bestellte ihn 1990 zu seinem Generalvikar.

## Auszeichnungen
- 1986: Bundesverdienstkreuz 1. Klasse
- 1990: Apostolischer Protonotar
- 1995: Großes Bundesverdienstkreuz